# Onigiri
Onigiri, pronunciat en japonès com oniguiri (お握り), també conegut com a Omusubi (お結び), és un plat japonès que consisteix a una bola d'arròs farcida o barrejada amb altres ingredients. Sol tenir forma triangular o oval, i de vegades està embolicada en una petita tira d'alga nori.